# Шерпенский плацдарм
Шерпе́нский плацдарм — стратегический плацдарм на правом берегу реки Днестр, в районе села Шерпены, освобожденный в апреле 1944 года войсками 2-го и 3-го Украинских фронтов.

## Захват плацдарма
12 апреля в 12 часов дня передовые части 57-й армии неожиданно для противника форсировали Днестр в районе сел Бутор (левый берег) — Шерпены (правый берег). Форсирование началось без артподготовки. К исходу 12 апреля на правом берегу Днестра уже было сосредоточено два батальона советских воинов.
Ко второй половине апреля 1944 года 113-я стрелковая дивизия 68-го корпуса 3-го Украинского фронта (район: Спея — до Шерпен) и соединения 2-го Украинского фронта (Шерпены — Пугачены) захватили плацдарм шириной по фронту до 12 км и глубиной 4—6 км.

## Бои за плацдарм
На плацдарме находились войска двух фронтов, что создавало определенные неудобства для ведения дальнейших боевых операций. Было принято решение о передаче плацдарма 3-му Украинскому фронту. Утром 7 мая 1944 года плацдарм начала занимать 8-я гвардейская армия (командарм В. И. Чуйков).
В ночь на 10 мая немецкие войска предприняли контрнаступление, которое застало врасплох армию Чуйкова, не успевшую полностью переправиться на плацдарм.
14 мая 34-й гвардейский корпус 5-й ударной армии (командарм генерал-лейтенант Н. Э. Берзарин) сменил понёсшую большие потери армию генерала Чуйкова.
Немецкое командование опасалось, что именно с Шерпенского плацдарма будет нанесён главный удар советских войск на Кишиневском направлении, что открывало советским войскам дорогу на Румынию и далее на Балканы. Чтобы ликвидировать плацдарм, немецкое командование сформировало оперативную группу под командованием Кнобельсдорфа в составе трех пехотных (17-я, 294-я, 320-я), одной парашютно-десантной (2-я), трех танковых (3-я, 13-я, 14-я) дивизий, при поддержке трех дивизионных групп (корпусная группа «А»), двух бригад штурмовых орудий (259-я и 286-я), группы Шмидта (АРКО 128 — Артиллерийская группа поддержки 128), 13-го полка 4-й горнопехотной дивизии и частей 97-й горной легкопехотной дивизии (6-й армии). Общий состав бронетехники на участке с немецкой стороны насчитывал 115 танков и штурмовых орудий. Основные операции проводились с участием танковых дивизий и трех пехотных дивизий — остальные вступали в бой как поддержка на необходимых направлениях, не меняя дислокации.
С советской стороны на начало основных боев с 10 по 18 мая плацдарм занимал 28-й гвардейский стрелковый корпус Морозова в составе пяти дивизий: 39-й гвардейской стрелковой дивизии, 79-й гвардейской стрелковой дивизии, 88-й гвардейской стрелковой дивизии, 47-й гвардейской стрелковой дивизии, 35-й гвардейской стрелковой дивизии, 74-й гвардейской стрелковой дивизии. Советские войска испытывали недостаток в боеприпасах, технике, средствах противотанковой обороны.
За 8 дней упорных боев советские войска потеряли более 60 % ранее захваченного плацдарма. Потери личного состава были весьма велики (до 2-х дивизий). После стабилизации линии фронта по плацдарму от Пугачен, вдоль Днестра, фронтом 8 км до Шерпен и глубиной от 0,8 до 3 км) бои перешли в стадию позиционных, и не несли особого напряжения до 23 августа 1944 года.
Оборона плацдарма усложнялась климатическими и географическими условиями — днестровскими плавнями, весенним половодьем и распутицей, расположением противника на господствующих высотах, позволявшим вести точный огонь по позициям советских войск.

## Значение плацдарма
В ночь на 23 августа согласно приказу командования, немецкие войска начали организованный отход с позиций, прикрываясь арьергардными группами. Двигавшиеся вслед за ними части 32-го корпуса 5-й ударной армии 24 августа с боями заняли столицу Молдавии г. Кишинёв.
Благодаря тому, что немецкое командование предполагало основным направлением удара Кишиневское, боевые действия на Шерпенском (корректнее — Ташлыкском) плацдарме сыграли отвлекающую роль перед началом Ясско-Кишинёвской наступательной операции (20—29 августа 1944 года), в ходе которой была разгромлена группа армий «Южная Украина», вышла из войны Румыния, коренным образом изменилась обстановка на Балканах.

## Память
В 1985 году по показаниям свидетелей у Шерпен было найдено и вскрыто массовое захоронение советских воинов, погибших на Шерпенском плацдарме. В октябре 1985 года было принято решение построить Мемориал воинской славы, на котором с почестями перезахоронить останки воинов из найденного захоронения. Конкурс на лучший проект мемориала выиграл архитектор Леонид Павлович Григоращенко.
22 августа 2004 года в 70 километрах от столицы Республики Молдова — Кишинёва открыт мемориальный комплекс «Шерпенский Плацдарм» по проекту архитектора С. М. Шойхета. и скульптора-исполнителя монументальных работ С. А. Ганенко.
Поиск и перезахоронение павших происходит и в настоящее время. 21 марта 2010 года поисковый отряд «Русский историко-патриотический клуб» поднял 14 бойцов Красной Армии.
Шерпенскому плацдарму посвящена песня Александра Маршала «13-й штрафбат».